# مايكل في غازو
مايكل في غازو (بالإنجليزية: Michael V. Gazzo) مواليد 5 أبريل 1923 في نيوجيرسي، الولايات المتحدة - الوفاة 14 فبراير 1995 في لوس أنجلوس، هو ممثل وكاتب مسرحي وكاتب سيناريو أمريكي بدأ مسيرته الفنية سنة 1953. امتدت مسيرته الفنية لأكثر من 41 عاما.

## الأعمال
- على الواجهة البحرية
- الجزء الثاني
- الأحد الأسود
- كولمبو
- جزيرة الفنتازيا
- ماجنوم بي آي
- الأثر المفاجئ
- كانونبول رن 2
- لاست أكشن هيرو

## روابط خارجية
- مايكل في غازو على موقع IMDb (الإنجليزية)
- مايكل في غازو على موقع ألو سيني (الفرنسية)
- مايكل في غازو على موقع أول موفي (الإنجليزية)
- مايكل في غازو على موقع قاعدة بيانات برودواي على الإنترنت (الإنجليزية)
- مايكل في غازو على موقع قاعدة بيانات الأفلام السويدية (السويدية)
- مايكل في غازو على موقع قاعدة بيانات الفيلم (الإنجليزية)
- مايكل في غازو على موقع كينوبويسك (الروسية)